# 1346 Gotha
1346 Gotha eller 1929 CY är en asteroid i huvudbältet, som upptäcktes 5 februari 1929 av den tyske astronomen Karl Wilhelm Reinmuth i Heidelberg. Den har fått sitt namn efter den tyska staden Gotha.
Asteroiden har en diameter på ungefär 13 kilometer och den tillhör asteroidgruppen Eunomia.